# Jan Hammer
Jan Hammer, född 17 april 1948 i Prag, Tjeckoslovakien, är en tjeckisk kompositör, jazzpianist och keyboardist.
Han debuterade som pianounderbarn i Tjeckoslovakien och etablerade sig i Europa med sin orgeltrio i tonåren, innan han 1968 flydde till USA. (invasionen av Tjeckoslovakien i augusti 1968, som satte stopp för den så kallade Pragvåren).  I USA turnerade och spelade han in med artister som Sarah Vaughan, Jeremy Steig och Elvin Jones, innan han rekryterades av John McLaughlin som keyboardist i Mahavishnu Orchestra 1971.
Efter supergruppen Mahavishnu följde en lyckosam solokarriär med Jan Hammer Group och ett antal soloalbum samt samarbete med bland andra Jeff Beck, Carlos Santana, Tommy Bolin, Neal Schon och Mick Jagger.
I sju år i rad blev han bästa studiokeyboardist i Keyboard Magazines årliga omröstning.
Han komponerade från 1984 musiken, signaturmelodin och olika teman till 90 avsnitt av TV-serien Miami Vice. Redan första säsongen gick skivan med musiken från TV-serien upp på Billboards första plats och sålde mer än 4 miljoner exemplar. Hammer har vunnit ett flertal Grammy Awards.
Han har även komponerat musiken till 20 avsnitt av den brittiska serien Chancer och soundtrack till minst 14 långfilmer. 